# Castelnuovo Scrivia
Pour les articles homonymes, voir Castelnuovo.
Castelnuovo Scrivia est une commune de la province d'Alexandrie dans le Piémont en Italie.

## Administration
| Période                                  | Période  | Identité         | Étiquette               | Qualité |
| ---------------------------------------- | -------- | ---------------- | ----------------------- | ------- |
| 30 mai 2006                              | mai 2011 | Gianni Tagliani  | Insieme per Castelnuovo |         |
| 16 mai 2011                              | En cours | Pierangelo Luise | Insieme per Castelnuovo |         |
| Les données manquantes sont à compléter. |          |                  |                         |         |

### Hameaux
Gerbidi, Ova, Pilastro, Secco

### Communes limitrophes
Alzano Scrivia, Casei Gerola, Guazzora, Isola Sant'Antonio, Molino dei Torti, Pontecurone, Sale, Tortona

### Jumelages
- Port-Sainte-Marie (France) depuis 1963
- Santa Domenica Talao (Italie)